# Ehu (köpinghuvudort i Kina, Jiangsu Sheng, lat 31,53, long 120,54)
Ehu (kinesiska: 鹅湖, 鹅湖镇) är en köpinghuvudort i Kina. Den ligger i provinsen Jiangsu, i den östra delen av landet, omkring 180 kilometer öster om provinshuvudstaden Nanjing. Antalet invånare är 61 783. Befolkningen består av 30 366 kvinnor och 31 417 män. Barn under 15 år utgör 9,0 %, vuxna 15-64 år 79 %, och äldre över 65 år 11,0 %.
Runt Ehu är det tätbefolkat, med 762 invånare per kvadratkilometer. Närmaste större samhälle är Wangzhuang, 18,5 km väster om Ehu. Trakten runt Ehu består till största delen av jordbruksmark.
Genomsnittlig årsnederbörd är 1 661 millimeter. Den regnigaste månaden är juni, med i genomsnitt 221 mm nederbörd, och den torraste är december, med 59 mm nederbörd.